# 涟水县
涟水县 为中国江苏省下辖县，现由淮安市代管。区域总面积为1678平方公里，县人民政府驻涟城镇。

## 历史
- 夏、商、商时期，涟水境为“夷”聚居之地。
- 春秋战国时期，涟水境先属吴，后属越，再属楚。
- 秦时涟水境属东海郡。
- 汉初，涟水境属韩信封地楚。

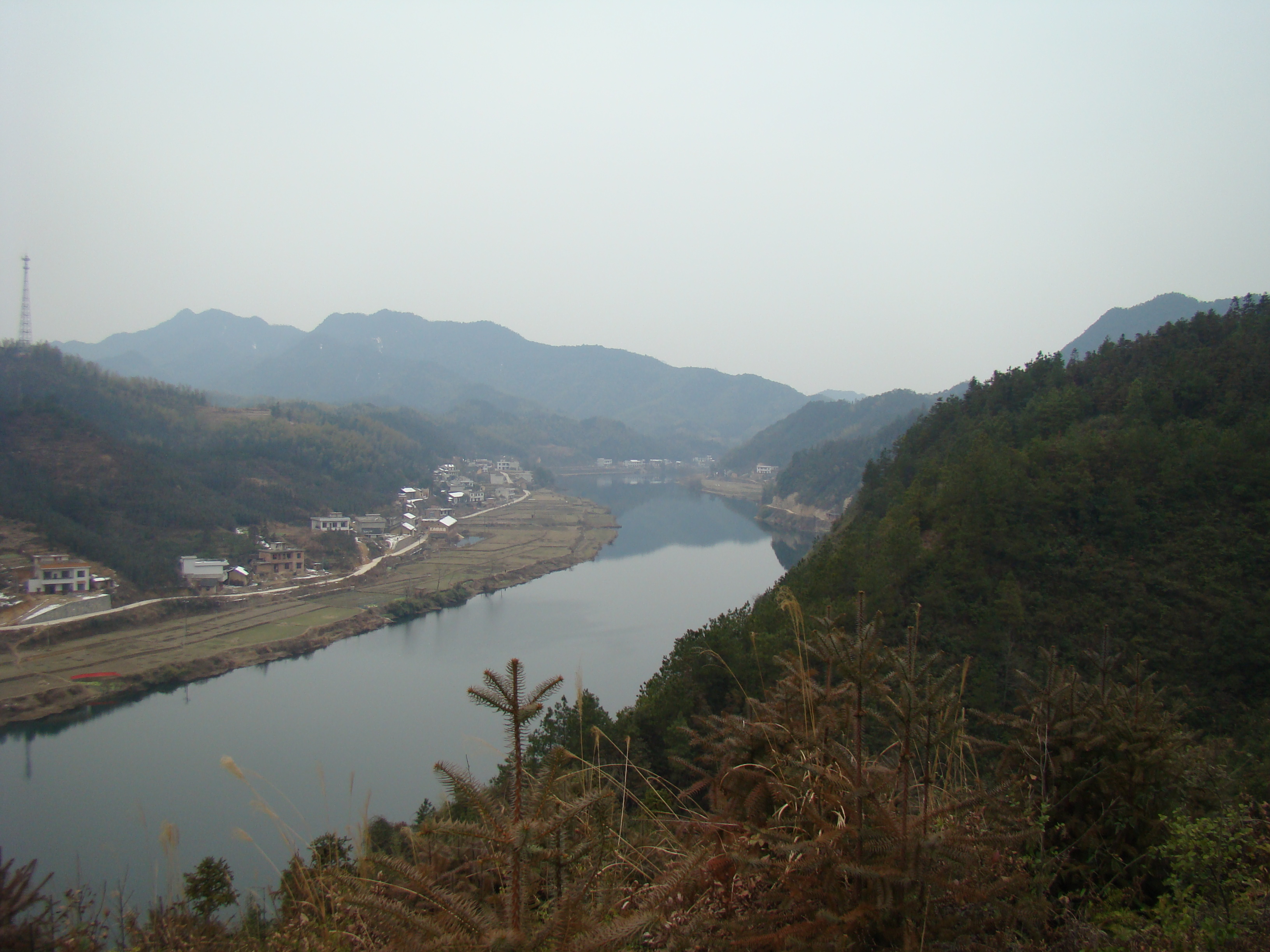

- 汉武帝元狩六年（公元前117）在涟水境置淮浦县，建淮浦城，涟水始设县。
- 王莽时期改淮浦为淮敬。
- 三国时期淮浦属魏，隶属广陵郡。
- 建武三年（495）并淮浦入襄贲。
- 隋开皇五年（585）改襄贲为涟水县。这是涟水的始称。
- 唐武德四年（621）在涟水境置涟州，州治涟水城，辖涟水、金城二县。
- 贞观元年（627）废涟州，并金城县，并划归泗州管辖。
- 宋太平兴国三年（978）涟水县升为涟水郡。
- 元代划归山东路。
- 明洪武二年（1369）涟水境改称安东县，属淮安府。
- 清朝时期，涟水仍称安东县。
- 中华民国三年（1914），因与奉天省安东县同名，复名涟水县至今。

## 人口
根據第七次全国人口普查數據顯示，截至2020年11月1日零時，漣水縣常住人口為829699人，佔淮安市的18.21%。

## 地理
涟水县位于江苏省北部，淮安市东北部。东南隔古黄河与盐城市阜宁县、淮安市淮安区相望，东北毗邻盐城市响水县和滨海县，西南与淮安市淮阴区接壤，西北毗邻宿迁市沭阳县，北部与连云港市灌南县相接。
涟水县在亚热带和暖温带气候的过渡地带上，月平均温度最低0度，年均降水量约1000毫米，气候四季分明。
涟水县河流、湖泊较多，城内涟漪湖、东湖、茵湖三湖相连，设五岛公园，为江苏省黄嘴白鹭自然保护区。

## 行政区划
涟水县下辖4个街道办事处、12个镇：
涟城街道、朱码街道、陈师街道、保滩街道、高沟镇、唐集镇、大东镇、五港镇、梁岔镇、石湖镇、岔庙镇、东胡集镇、南集镇、成集镇、红窑镇、黄营镇和涟水经济开发区。

## 交通
- 233国道过境。
- 连镇铁路：涟水站

## 经济
涟水县是农业大县，全国商品粮生产基地县之一。
在工业方面，酿酒业是涟水工业经济的支柱，上市公司、骨干企业为位于高沟镇的今世缘。
涟水亦是淮扬菜的发源地之一，涟水的两大特产：鸡糕和高沟捆蹄，制作方法独特，口味别致，深得当地人和他乡客的喜爱。

## 教育
位于涟水的涟水中学为国家重点示范高中、郑梁梅高级中学为省重点示范高中、炎黄职业技术学院是全日制民办高等院校。此外涟水还有涟水一中、涟水红日中学、涟水怀文学校、涟水金城外国语学校、涟水中等专业学校等学校。

## 旅游
- 能仁寺始建于唐初，距今至少有1400年历史；寺内妙通塔，始建于公元1023年，至今已有980多年历史。
- 涟水县五岛湖旅游风光带
- 今世缘中国缘文化主题公园位于本县高沟镇。
- 涟水百花园观光景区位于涟水县保滩镇。